# هنری هولاند، سومین دوک اکستر
هنری هولاند، سومین دوک اکستر (انگلیسی: Henry Holland, 3rd Duke of Exeter؛ ۲۷ ژوئن ۱۴۳۰ – ۱ سپتامبر ۱۴۷۵) یکی از رهبران اصلی خاندان لنکستر در طول جنگ‌های داخلی انگلستان مشهور به جنگ رزها می‌باشد، او تنها فرزند جان هولاند، دومین دوک اکستر بود، همسر اول وی بانو آن استنفورد بود، اجداد پدری وی، مادربزرگ و پدربزرگ به ترتیب، ادموند استافورد، پنجمین ارل استافورد و آن گلاستر بودند، پس از فوت پدرش در سال ۱۴۴۷ قلمرو اکستر را به ارث برد، هنری بسیار بی‌رحم و غیر قابل پیش‌بینی بود و به همین دلایل در اغلب مواقع حمایت اندکی از وی به عمل می‌آمد، هنری برای مدت زمانی از نگهبانان ارشد برج لندن بود